# 陳怡安
陳怡安（英語：Chen Yi-An，1973年2月7日—）是台灣跆拳道運動員。畢業於基隆女中、台灣師範大學運動教育博士。

## 簡介
她在1988年首爾奧林匹克運動會跆拳道雛量級（47-51公斤）第三級運動項目示範比賽上，擊敗韓國選手，以年僅15歲之齡，成為中華民國運動史上第一位奪得奧運金牌的運動選手；四年後再戰1992年巴塞隆納奧林匹克運動會，再次奪金，連續兩屆獲得金牌。但由於當時為示範比賽（Demonstration），非奧林匹克運動會正式運動項目，因此均並不列入獎牌榜。
她曾經一度宣布要參加2000年雪梨奧林匹克運動會，希望能贏得冠軍並獲得成為奧林匹克運動會的第三面金牌（也是跆拳道成為奧林匹克運動會正式運動項目的第一面金牌），可惜於國手選拔時敗給許芷菱，未入選國手。之後從運動界退休，擔任記者、主持人、運動產品及迪士尼經典動畫長片《大力士》代言人等工作。
2005年，她轉行創立手工香皂店，其產品得到喜愛她的民眾踴躍搶購。
2006年，與小她七歲的台灣羽毛球選手張豐進未婚生下女兒；2008年11月再產下一子，兩人於2010年登記結婚。
2008年，與和家馨及許建國主持中華電信MOD節目《奧運100大挑戰》。
2011年，客串民視電視劇《新兵日記》，劇中擔任少校體育官，負責教授士兵防身術。

## 學歷
- 台北市立實踐國小
- 台北市立金華女子國中（現為金華國中）
- 基隆女中
- 國立政治大學企業管理系
- 台北市立大學運動管理碩士
- 台灣師範大學運動管理博士

## 歷年戰功
| 日期          | 比賽名稱           | 地點     | 名次   |
| ------------- | ------------------ | -------- | ------ |
| 1987年3月29日 | 76年中等學校       | 高雄     | 第一名 |
| 1987年10月    | 76年全國中正盃     | 屏東     | 第一名 |
| 1988年3月24日 | 第八屆亞洲盃       | 尼泊爾   | 第二名 |
| 1988年4月     | 77年中等學校       | 台北     | 第一名 |
| 1988年9月18日 | 夏季奧林匹克運動會 | 漢城     | 第一名 |
| 1992年        | 夏季奧林匹克運動會 | 巴塞隆納 | 第一名 |

## 電影作品
- 2011年新兵日記 飾演 少校體育官
- 2017年台北物語 飾演 女主角 孫英

## 外部連結
- 陳怡安在国际奥林匹克委员会的资料
- AnnChen陳怡安手工香皂形象館 （页面存档备份，存于）